# Цветки тыкв

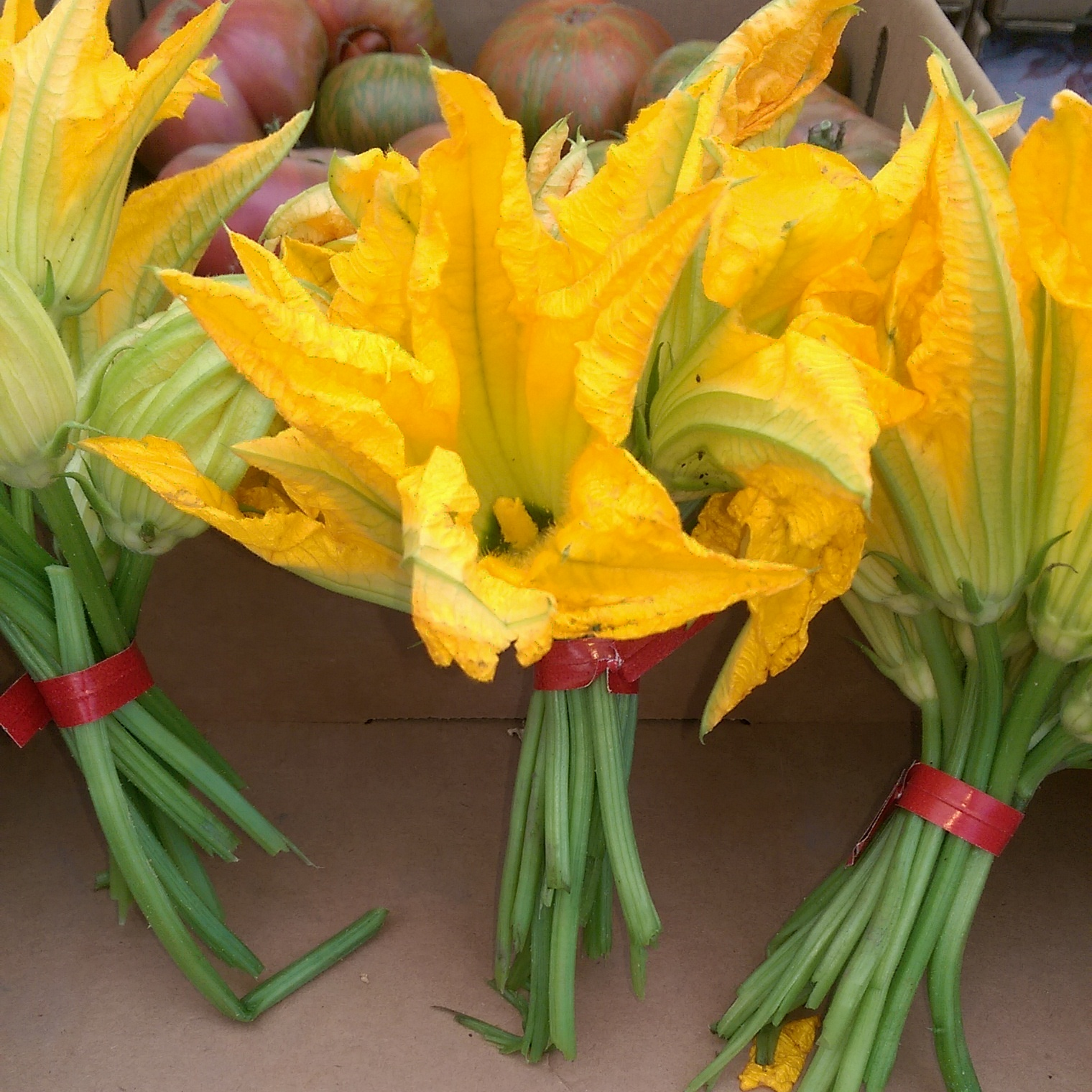
Цветки цукини

Цветки тыкв, в том числе кабачков — съедобные цветки растений вида Тыква обыкновенная (лат. Cucúrbita pépo): обычных тыкв, цукини, кабачков и других. Распространённый продукт восточной, средиземноморской, испанской, мексиканской кухонь, кухни Прованса.
В пищу могут использоваться как мужские, так и женские цветки, но обычно собирают только мужские цветки, оставив немного для опыления. Женские цветки, оставшиеся на растении, развиваются в плоды — кабачки и цукини.
Цветки тыквенных полезны и низкокалорийны. Они содержат аскорбиновую кислоту, витамин B1, калий, лютеин. Цветки обладают тонким ароматом, напоминающим молодые цукини, и их можно есть сырыми.
Цветки цукини фаршируют, жарят в кляре (такие блюда называются «цветочное бенье»), кладут в супы, варят или готовят на пару, запекают в соусе. Цветки можно подавать как самостоятельное блюдо и в качестве гарнира.
Цветки — скоропортящийся продукт и в продаже редки. Свежесобранные цветы до приготовления рекомендуют держать в вазе с водой, как букет. Перед кулинарной обработкой цветки нужно освободить от стеблей и зелёных листиков у основания цветка. У женских цветков нужно удалить пестик, который имеет горький вкус.
Для приготовления фриттеров — цветков, жаренных в кляре, — замешивают кляр из желтка с холодной водой, пивом или квасом; для нежной лёгкой текстуры кляра белок лучше взбить отдельно. Цветы обмакивают в кляр и обжаривают во фритюре в течение минуты, затем дают стечь излишкам масла.
Для фарширования следует отбирать более крупные цветки. Лепестки хрупки, поэтому работать с ними нужно осторожно и использовать хорошо измельчённую начинку. Фаршированные цветы выкладывают на противень, приправляют солью и перцем, по желанию посыпают сыром, поливают оливковым маслом, вином или бульоном и запекают. В качестве начинки для фарширования цветков используют мясной, овощной или грибной фарш, овощное пюре, рис, анчоусы, морепродукты, песто. Оригинальное блюдо получается из фаршированных мясом женских цветков с молодой завязью. Фаршированные цветки цукини в восточной кухне готовят и едят как долму (греч. Kolokythoanthoi, тур. Kabak çiçeği dolması). Начинку часто делают из мягкого сыра.

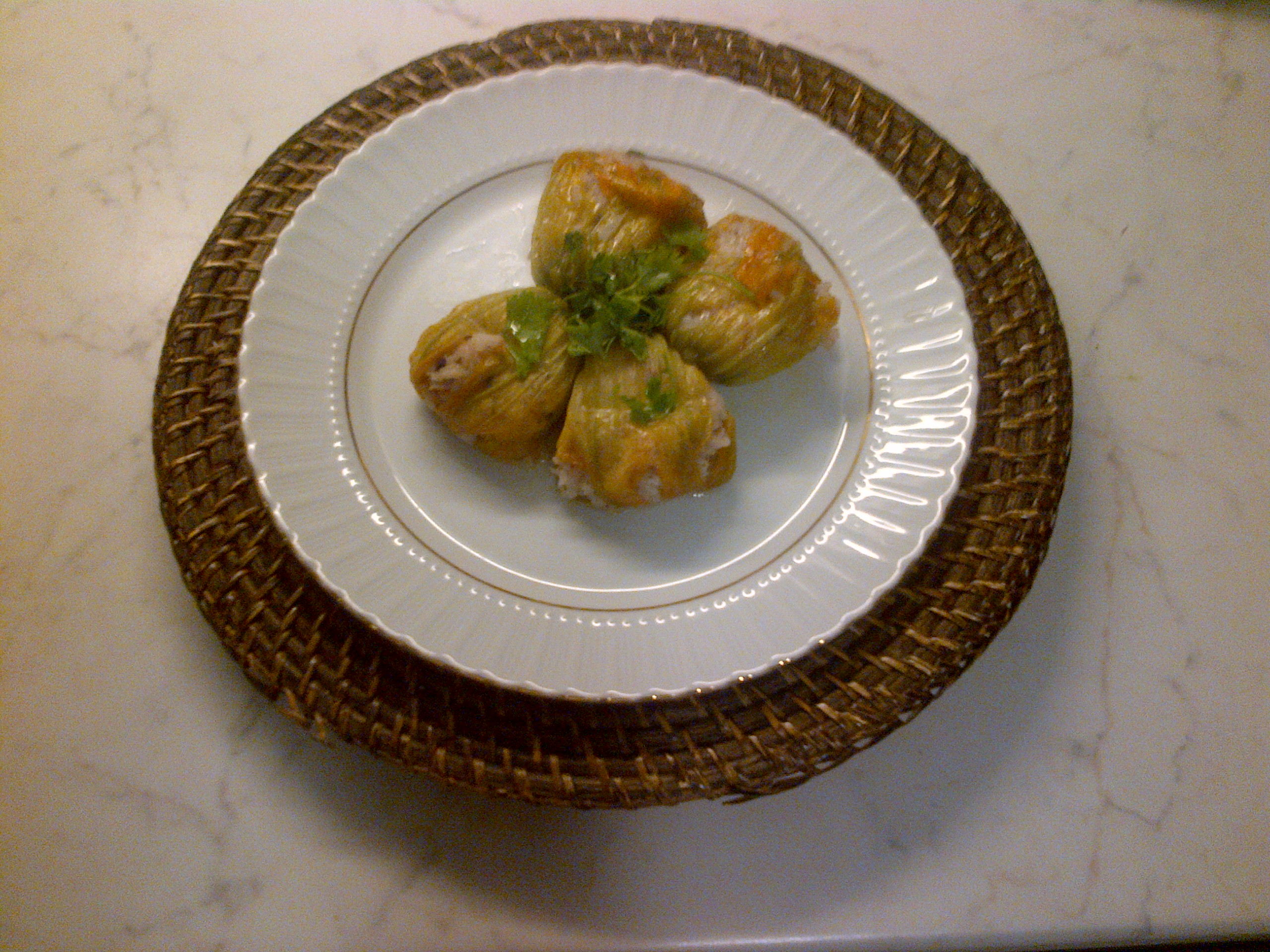
тур. Kabak çiçeği dolması — долма из цветков цукини
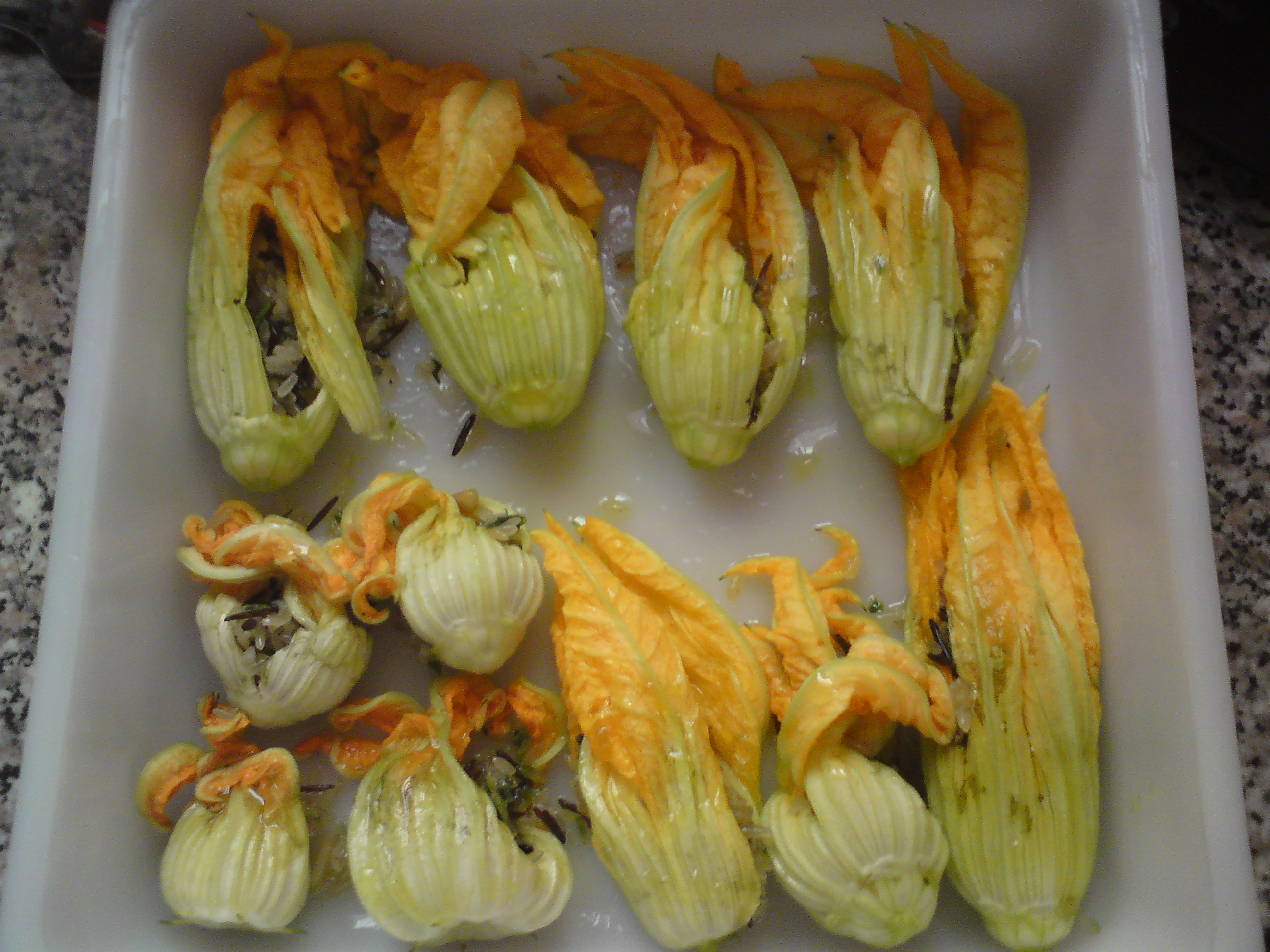
Цветки цукини, фаршированные рисом и зеленью
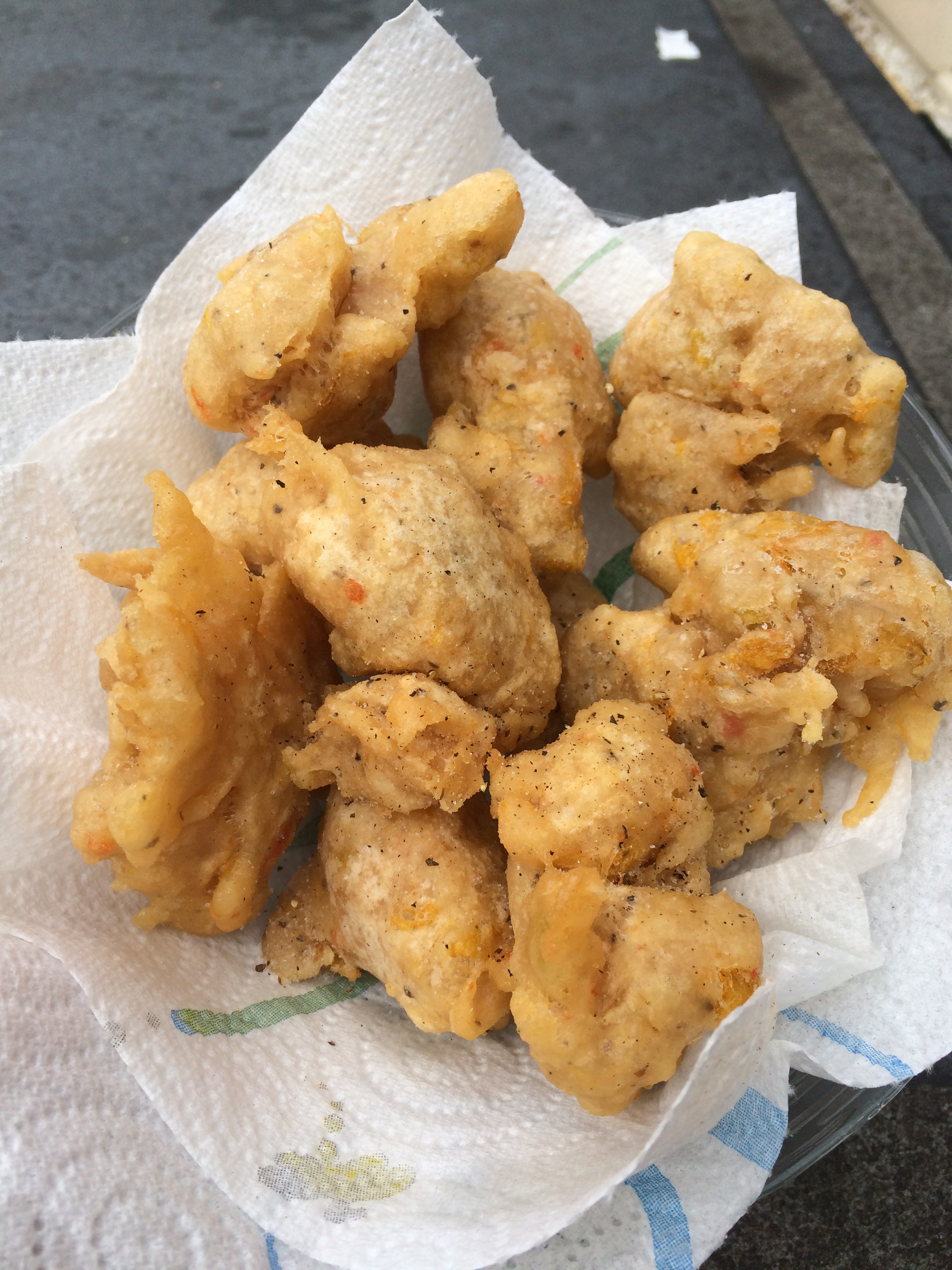
итал. Frittelle di fiori di zucca, кат. flors de carbassera — фриттеры из цветков тыквы
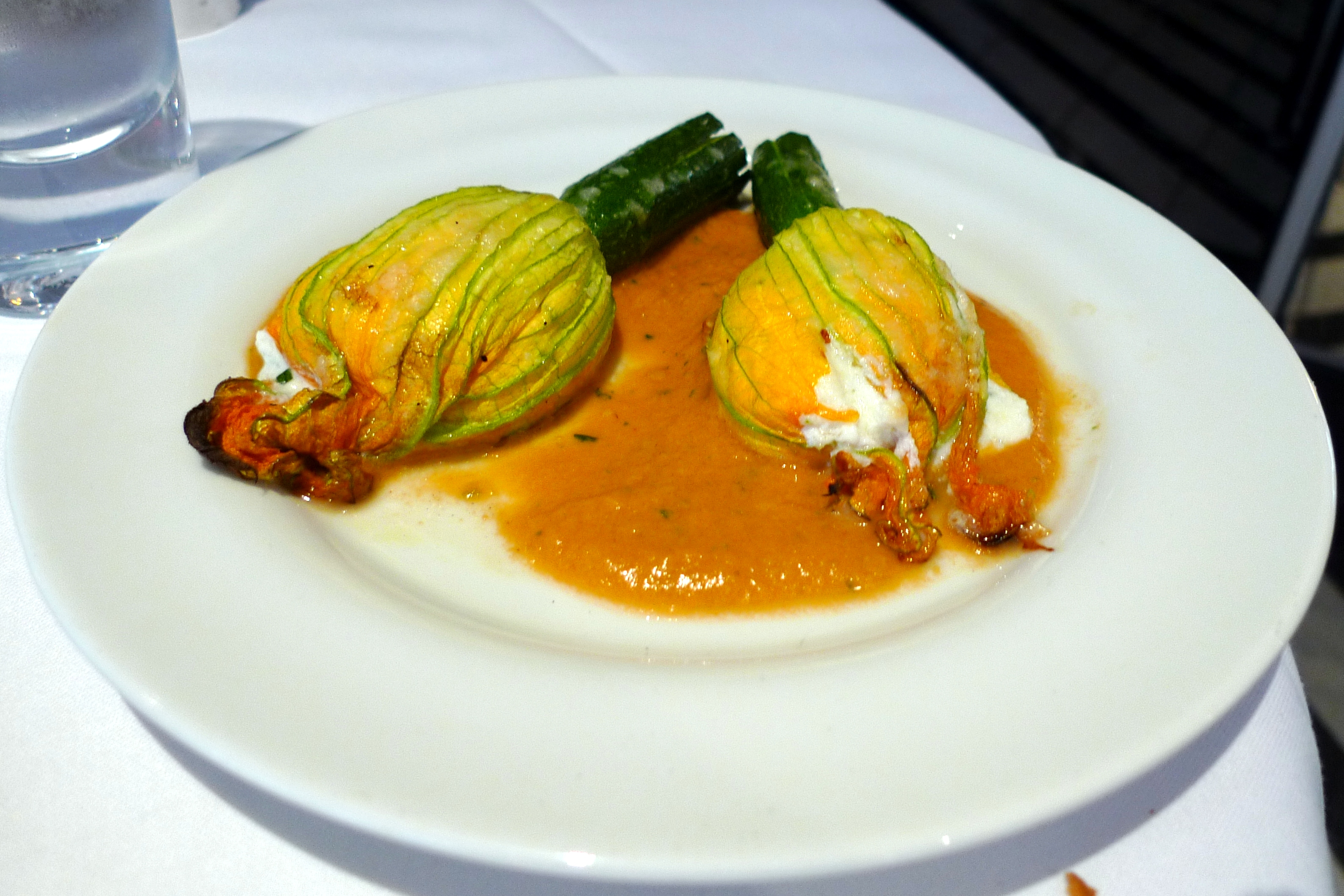
Цветки цукини, фаршированные сыром